# Akagi Maru
La Akagi Maru era una nave mercantile giapponese, poi convertita in incrociatore ausiliario nel corso della seconda guerra mondiale per essere impiegata come nave corsara.
Fu completata nel 1936 nei cantieri Kokusai Kisen K.K. di Tokyo per conto della società armatrice Nippon Yusen Kaisha (NYK).
La nave era stata commissionata per essere utilizzata per trasportare passeggeri e merci varie lungo la rotta Yokohama-Liverpool, facendo tappa ad Amburgo.
Il 23 novembre 1941 la Marina imperiale giapponese la scelse per la sua velocità e autonomia e la requisì per partecipare al conflitto in corso. Il 25 novembre 1941 iniziarono presso i cantieri Hitachi Zosen Sakurajima i lavori per la conversione in incrociatore ausiliario. Vennero installati 5 cannoni da 152 mm Type 41 montati singolarmente, un cannone antiaereo da 76 mm Type 3 L/40 e due mitragliatrici Type 92 da 7,7 mm. In seguito vennero aggiunti due idrovolanti da osservazione. La nave venne dotata di tutto il necessario per il camuffamento: false torri, finti fumaioli, finte sovrastrutture e carichi.
Il 10 dicembre 1941 l'unità venne registrata presso il Distretto Navale di Kure e gli venne assegnato un equipaggio militare della Marina imperiale giapponese e posta sotto il comando del capitano Sakuma Masao.
Il 29 gennaio 1942, la Akagi Maru, insieme alla Asaka Maru e alla Awata Maru, veniva assegnata alla 22ª Divisione incrociatori aggregato alla Flotta Combinata della marina imperiale giapponese, poste sotto il comando del viceammiraglio Boshirō Hosogaya.

## L'affondamento
Il 17 e il 18 febbraio 1944, gli statunitensi lanciarono l'Operazione Hailstone, un massiccio attacco aeronavale alle installazioni giapponesi alle isole Chuuk, nell'arcipelago delle Isole Caroline. La Akagi Maru tentò di allontanarsi dalle isole Chuuk insieme ad altre unità, ma venne attaccata dagli aerei lanciati dalle portaerei americane. Venne sottoposta a ripetuti attacchi e colpita da tre bombe, l'ultima delle quali distrusse la sala macchine, immobilizzando la nave, e fece divampare un incendio che raggiunse il deposito munizioni che esplose. La nave ormai in preda alle fiamme venne abbandonata dai sopravvissuti dell'equipaggio e poco dopo venne affondata da una nave giapponese del convoglio. I superstiti furono raccolti dalla Katori, ma scomparvero quando anche questa unità venne colpita dagli statunitensi. Morirono quindi 512 passeggeri e 788 marinai, tra cui il capitano Kurosaki.